# 1392

## Esdeveniments
- 5 de juliol, Barcelona: S'acaba la construcció de la Llotja.[1][2]
- Fundació de la Universitat d'Erfurt.
- Aiora: Es documenta un miracle que deslliura la vila de la fam i la pesta que l'assolava. Des de llavors es commemora en la Festivitat del Sant Àngel Tutelar de la Vila d'Aiora.

## Necrològiques
- 10 d'octubre, Vallbona de les Monges: Saurena d’Anglesola, abadessa del monestir de Santa Maria.[3]
- 25 de setembre - Moscou (Rússia): Sant Sergi de Ràdonezh, monjo rus